# تمش

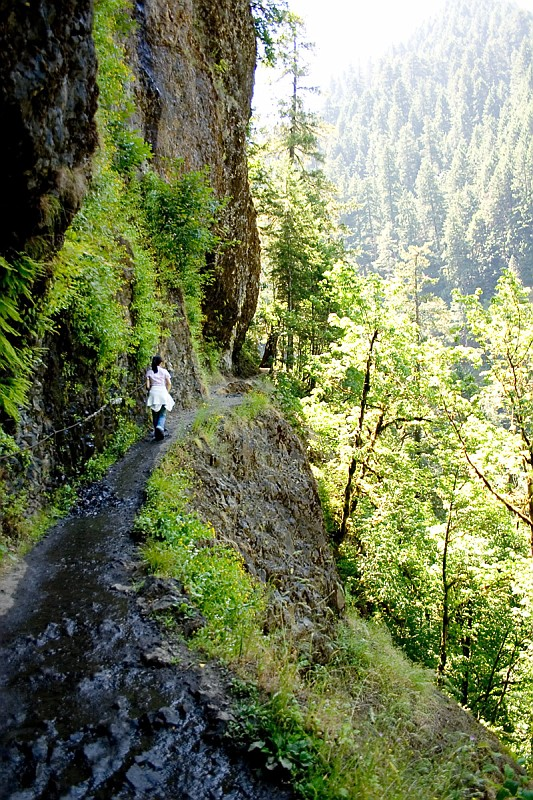
ممر مخصص للتمشي في ولاية أوريغون.

التَمَشِّي أو الجولة على الأقدام أو التجوال هو نشاط بدني في الهواء الطلق بالمناطق الريفية يصنف رياضة بيئية (Eco Sport) حيث أنه لا يحتاج إلى تجهيزات كثيرة أو تحضيرات معقدة ولا حتى لياقة بدنية عالية، يمكن لأي شخص ممارستها اعتماداً على قدميه فقط. وهي رحلة طويلة أو متوسطة تتميز بمزاولتها غالبا في الدروب والمسالك بالمناطق الريفية، عكس المشي الذي يستخدم للتعبير عن الرحلات القصيرة بالمناطق الحضرية.

تمارسها الجماعة ولا ينصح بمزاولتها فرادى، وتحتاج خريطة أو دليلاً عارفاً بمسار الطريق. كما أن عنصر الأمان واتباع تعليمات السلامة والبقاء مع المجموعة مهم جداً، فبعض المسارات تمر على مناطق نائية. ويجب التزود بكم كافٍ من الماء والطعام، مع ضرورة التخطيط الجيد للوصول للمكان المناسب قبل حلول الظلام أو نفاد الزاد.

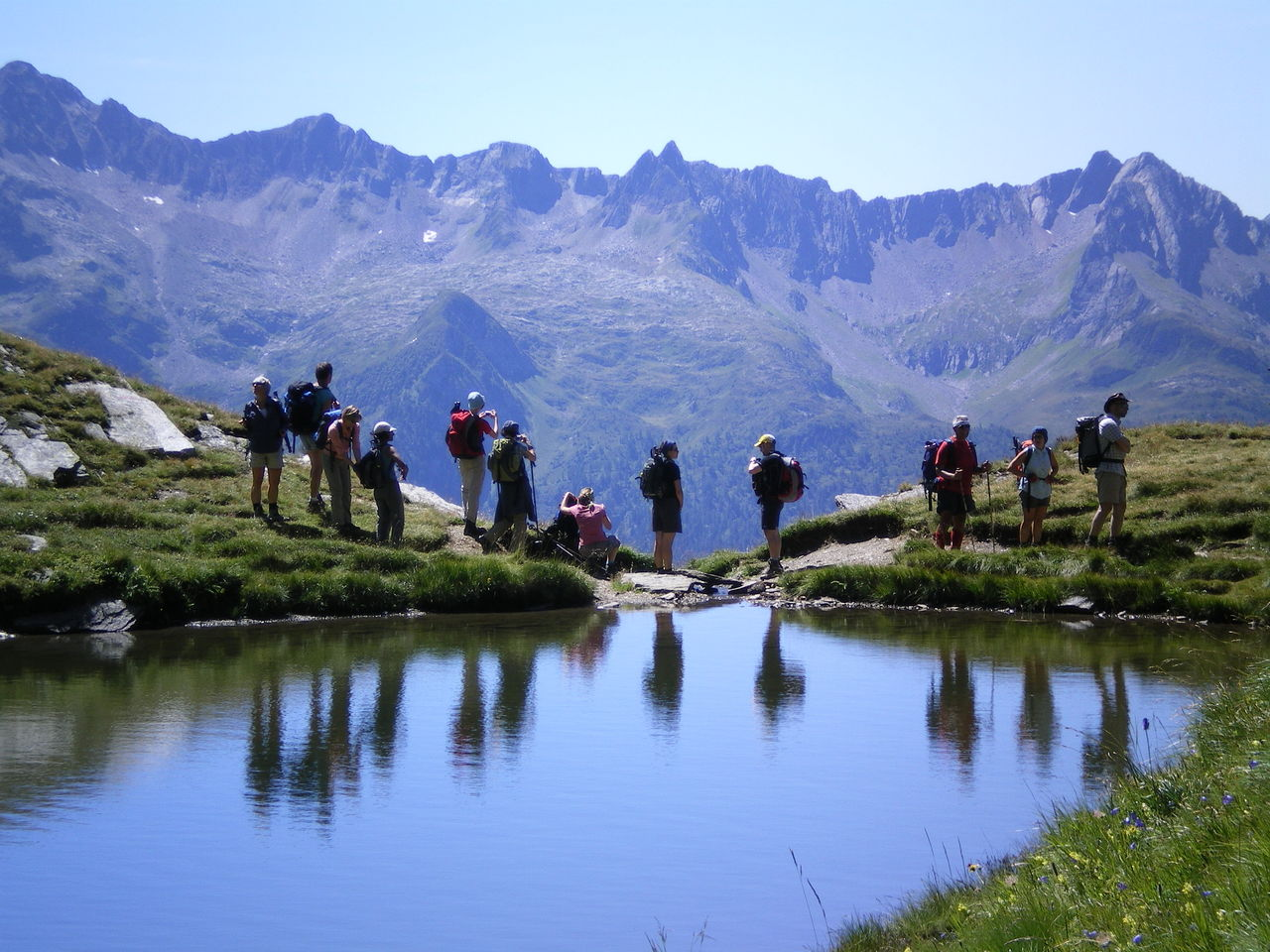
تمشٍ جماعي في جبال الألب.